# Jardín Botánico de Cluj-Napoca
El Jardín Botánico de Cluj-Napoca (en rumano: Grădina Botanică din Cluj-Napoca o también como Grădina Botanică "Alexandru Borza") es un jardín botánico de unas 14 hectáreas de extensión que depende administrativamente de la Universidad Babeş-Bolyai de Cluj-Napoca en Rumania.

## Localización
El Jardín Botánico de Cluj-Napoca se encuentra en Strada Republicii n.º 42, en Cluj-Napoca, Rumania.

## Historia
Fue fundado en 1872 por el erudito Sámuel Brassai. Entre sus directores se encontraron  Vincenz Aladár Richter, Páter Béla e István Győrffy. 
Tras la Gran Unión Rumana el jardín botánico fue ampliado y traspasado a la gestión de la Universidad Babeș-Bolyai, en 1920, bajo la dirección del Alexandru Borza.

## Colecciones
El jardín se organiza en principios científicos rigurosos y se divide en varias secciones basadas en las afinidades especiales de las plantas: 
- Plantas ornamentales,
- Por agrupaciones fitogeográficas,
- Sección sistemática,
- Plantas de interés económico y medicinal.
- Flora rumana que está bien representada por la vegetación característica de la llanura de Transilvania, o las montañas de los Cárpatos, las regiones de Banat y de Oltenia, las dunas de la playa, etc.

En el jardín botánico son de resaltar unas atracciones interesantes, como son:
- El jardín japonés (un jardín en estilo japonés, con un arroyo y una casa de estilo japonés).
- El jardín romano un jardín de ese estilo con restos arqueológicos del Imperio Romano de la colonia de Napoca, entre ellos una estatua de Ceres, diosa de los cereales y del pan, junto a las plantas cultivadas que dominan la agricultura rumana contemporánea.
- Complejo de invernaderos, que consiste en seis invernaderos que albergan las plantas ecuatoriales, tropicales y subtropicales, tales como Victoria amazonica, palmeras de diversas especies, las plantas australianas y mediterráneas, las orquídeas y los helechos tropicales.
- Instituto botánico, en donde los especialistas de la universidad realizan investigaciones de biología y de geología.
- Museo botánico exhibe 6900 piezas.
- Herbario, perteneciente a la Universidad que abarca 635 000 pliegos con plantas de todo el mundo.

- Datos: Q596723
- Multimedia: Cluj-Napoca Botanical Garden / Q596723